# Pablo Duque
Pablo Patricio Duque Ulloa (Paine, 27 de octubre de 1993) es un futbolista chileno que juega de Portero y actualmente es Agente libre.

## Clubes
| Club              | País  | Año       |
| ----------------- | ----- | --------- |
| O'Higgins         | Chile | 2011-2012 |
| Deportes Valdivia | Chile | 2013      |
| General Velásquez | Chile | 2013-2015 |
| Deportes Valdivia | Chile | 2019-2021 |

- Datos: Q6055939